# Bogišići
Bogišići su naselje u Boki kotorskoj, u općini Tivat.

## Stanovništvo

### Nacionalni sastav po popisu 2003.
- Srbi - 63
- Crnogorci -  43
- Hrvati - 37
- Neopredijeljeni - 18
- Ostali - 23

## Crkve u Bogišićima
- Crkva Sv. Ivana i svetog Jovana